# 霍伯格鎮區 (密蘇里州勞倫斯縣)
霍伯格鎮區（英語：Hoberg Township）是位於美國密蘇里州勞倫斯縣的一個行政鎮區。

## 地方資料
霍伯格鎮區的面積為57.30平方千米，當中陸地面積為57.24平方千米，而水域面積為0.06平方千米。根據2020年美國人口普查的數據，當地共有人口699人，而人口密度為每平方千米12.2人。